# Barbara Niewiedział
Barbara Niewiedział, née Bieganowska le 1er septembre 1981, est une athlète handisport polonaise, concourant dans les épreuves de sprint et de demi-fond T20 pour les athlètes ayant un handicap mental. 

## Carrière sportive
Niewiedział se fait connaître sur la scène internationale quand, en 1999, elle bat le record du monde du 400 mètres en 57 s 48 lors d'une compétition à Séville. Elle remporte ensuite une médaille d'or au 1 500 m aux Jeux paralympiques d'été de 2000 à Sydney, battant sa coéquipière et rivale de longue date, Arleta Meloch (en). Après Sydney, sa carrière subit une interruption. En effet, après une tricherie de l'équipe espagnole de basket-ball, toutes les catégories paralympiques réservées aux personnes ayant une déficience intellectuelle sont suspendues par le Comité international paralympique (IPC). 
En 2009, l'IPC décide de réintégrer les athlètes ayant une déficience intellectuelle en prévision des Jeux paralympiques d'été de 2012 à Londres. Niewiedział renoue alors avec l'athlétisme sur le plan international lorsqu'elle est sélectionnée pour les Championnats du monde d'athlétisme IPC 2011 à Christchurch. Là, elle participe au 1 500 m, se classant deuxième derrière Meloch. Niewidzial remporte ensuite une médaille d'or au 1 500 m aux Championnats d'Europe d'athlétisme 2012 à Stadskanaal avant de remporter sa deuxième médaille d'or paralympique dans la même épreuve à Londres,. 
Niewiedział prévoit de prendre sa retraite après les Jeux paralympiques de Londres, mais l'expérience de la compétition devant une foule enthousiasmante la fait changer d'avis. D'autres succès suivent aux Championnats du monde d'athlétisme handisport 2013 à Lyon, où elle remporte l'or au 1 500 m. Elle poursuit sa moisson deux ans plus tard aux Championnats du monde à Doha en remportant trois médailles d’or au 400 m, au 800 m et au 1 500 m. 
En prévision des Jeux paralympiques d'été de 2016, Niewiedział se rend en Italie pour participer aux Championnats d'Europe d'athlétisme handisport 2016 à Grosseto. Elle y rafle deux titres, sur le 400 m et le 1 500 m. Aux Jeux, elle remporte l'or sur le 1 500 m T20 et le bronze sur le 400 m T20. 
En 2018, elle bat le record du monde du 800 m T20 lors des Championnats d'Europe d'athlétisme handisport à Berlin en 2 min 15 s 79.